# Stjepan Blašković
Stjepan Blašković (Gornje Selo na Šolti, 2. siječnja 1689. - ?? ), hrvatski biskup.

## Životopis
Školovao se u Splitu kod oratorijanaca. Za svećenika je zaređen 17. prosinca 1712. godine. Postigao je doktorat građanskog i crkvenog prava. Godine 1731. imenovan je makarskim biskupom. Biskupski je red primio u Veneciji 10. veljače 1732. godine te je u Makarsku stigao početkom ljeta iste godine. 
Osnivanjem novih župa diobom većih i dijelova koji su bili pod turskom vlašću došao je u sukob s franjevcima. U Makarskoj je dovršio katedralu, dao sagraditi crkvu sv. Filipa Nerija i zgradu za oratorijance, koja je kasnije izgorjela u požaru. Podignuo je prenoćište za putnike s posebnim prostorijama za glagoljaške klerike u Makarskoj i glagoljaške klerike na školovanju u Makarskoj i za odsjedanje svećenika glagoljaša.